# Erasmo Estrada
Erasmo Estrada Sánchez (ur. 31 sierpnia 1958) – kubański zapaśnik walczący w stylu klasycznym. Olimpijczyk z Montrealu 1976, gdzie zajął siedemnaste miejsce w wadze lekkiej.
Srebrny medalista igrzysk panamerykańskich w 1975 i 1979 roku.

## Letnie Igrzyska Olimpijskie 1976
| Konkurencja | Eliminacje         | Eliminacje                   | Klas. końcowa |
| Konkurencja | Przeciwnik I       | Przeciwnik II                | Miejsce       |
| ----------- | ------------------ | ---------------------------- | ------------- |
| -68 kg      | Erol Mutlu (TUR) P | Heinz-Helmut Wehling (GDR) P | 17.           |